# Pridoroschnoje (Kaliningrad, Polessk)
Pridoroschnoje (russisch Придорожное, deutsch Neu Droosden) ist ein Ort in der russischen Oblast Kaliningrad. Er gehört zur kommunalen Selbstverwaltungseinheit Stadtkreis Polessk im Rajon Polessk.

## Geographische Lage
Pridoroschnoje liegt 14 Kilometer südwestlich der Rajonstadt Polessk (Labiau) an der Regionalstraße 27A-024 (ex A190). Innerorts endet die Kommunalstraße 27K-071 von Saretschje (Kaymen/Kaimen). Die nächsten Bahnstationen sind vier Kilometer westlich Dobrino (Nautzken) und vier Kilometer östlich Slawjanskoje (Pronitten) an der Bahnstrecke Kaliningrad–Sowetsk (Königsberg–Tilsit).

## Geschichte
Neu Droosden war vor 1945 ein großes Vorwerk und gehörte mit Klein Droosden (russisch: Drosdowo), Spätsrode und Zeith (alle drei existieren heute nicht mehr) zum Gutsbezirk Groß Droosden (heute russisch: Schurawljowka) im Kreis Labiau im Regierungsbezirk Königsberg der preußischen Provinz Ostpreußen.
Im Jahre 1945 kam Neu Droosden mit dem nördlichen Ostpreußen zur Sowjetunion. Im Jahr 1947 erhielt der Ort die russische Bezeichnung Pridoroschnoje und wurde gleichzeitig dem Dorfsowjet Slawjanski selski Sowet im Rajon Polessk zugeordnet. Von 2008 bis 2016 gehörte Pridoroschnoje zur Landgemeinde Turgenewskoje selskoje posselenije und seither zum Stadtkreis Polessk.

## Kirche
Mehrheitlich war die Bevölkerung Neu Droosdens evangelischer Konfession und war vor 1945 in das Kirchspiel der Kirche Groß Legitten (russisch: Turgenewo) eingepfarrt. Dieses gehörte zum Kirchenkreis Labiau in der Provinz Ostpreußen der Kirche der Altpreußischen Union. Heute liegt Pridoroschnoje wieder im Einzugsbereich der Kirche Turgenewo, wo sich in den 1990er Jahren eine neue evangelisch-lutherische Gemeinde gebildet hatte. Sie ist eine Filialgemeinde der Auferstehungskirche in Kaliningrad (Königsberg) der Evangelisch-lutherischen Kirche Europäisches Russland.